# La Brea Tar Pits

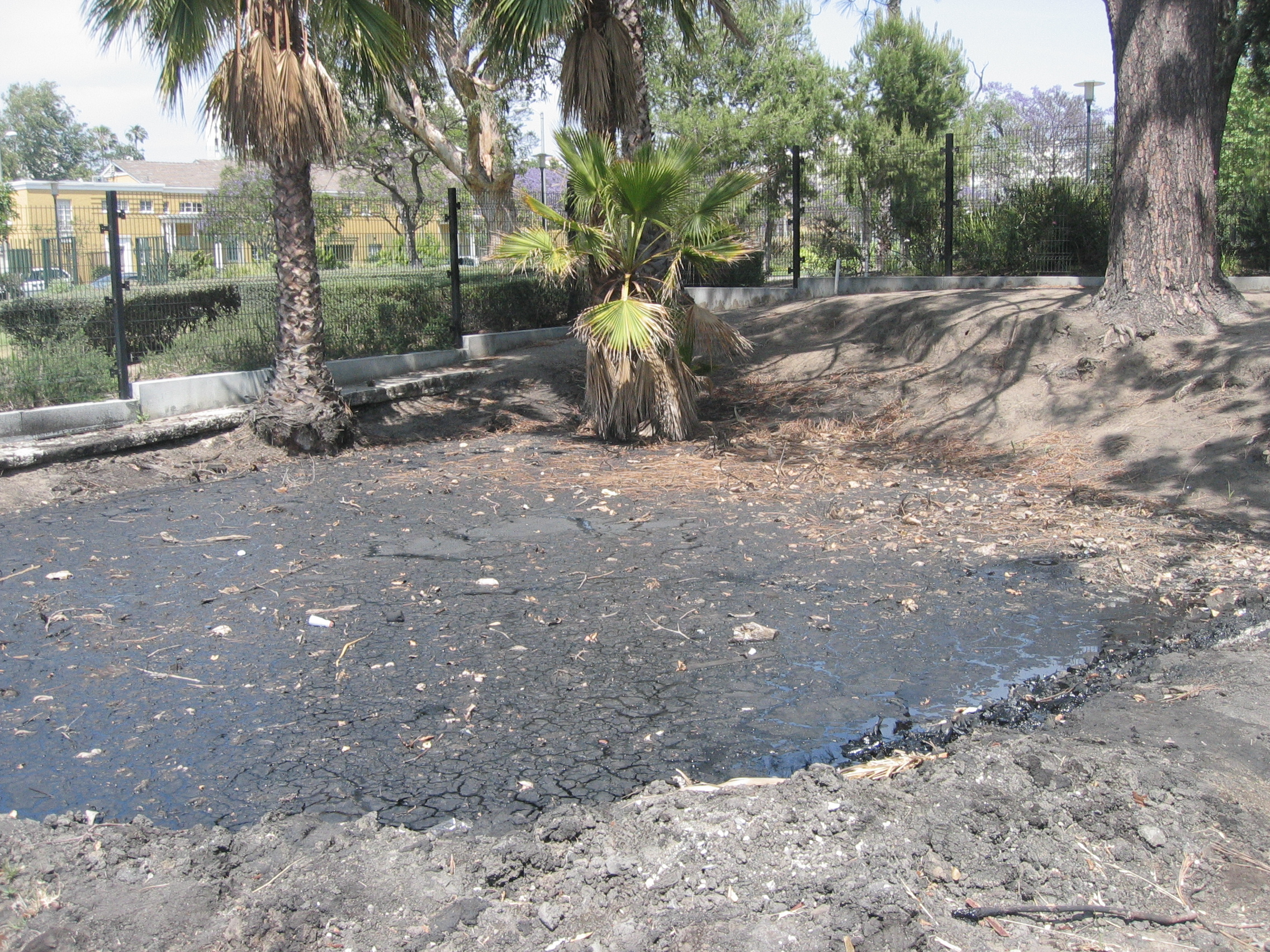
Eine offen gelassene Asphaltgrube

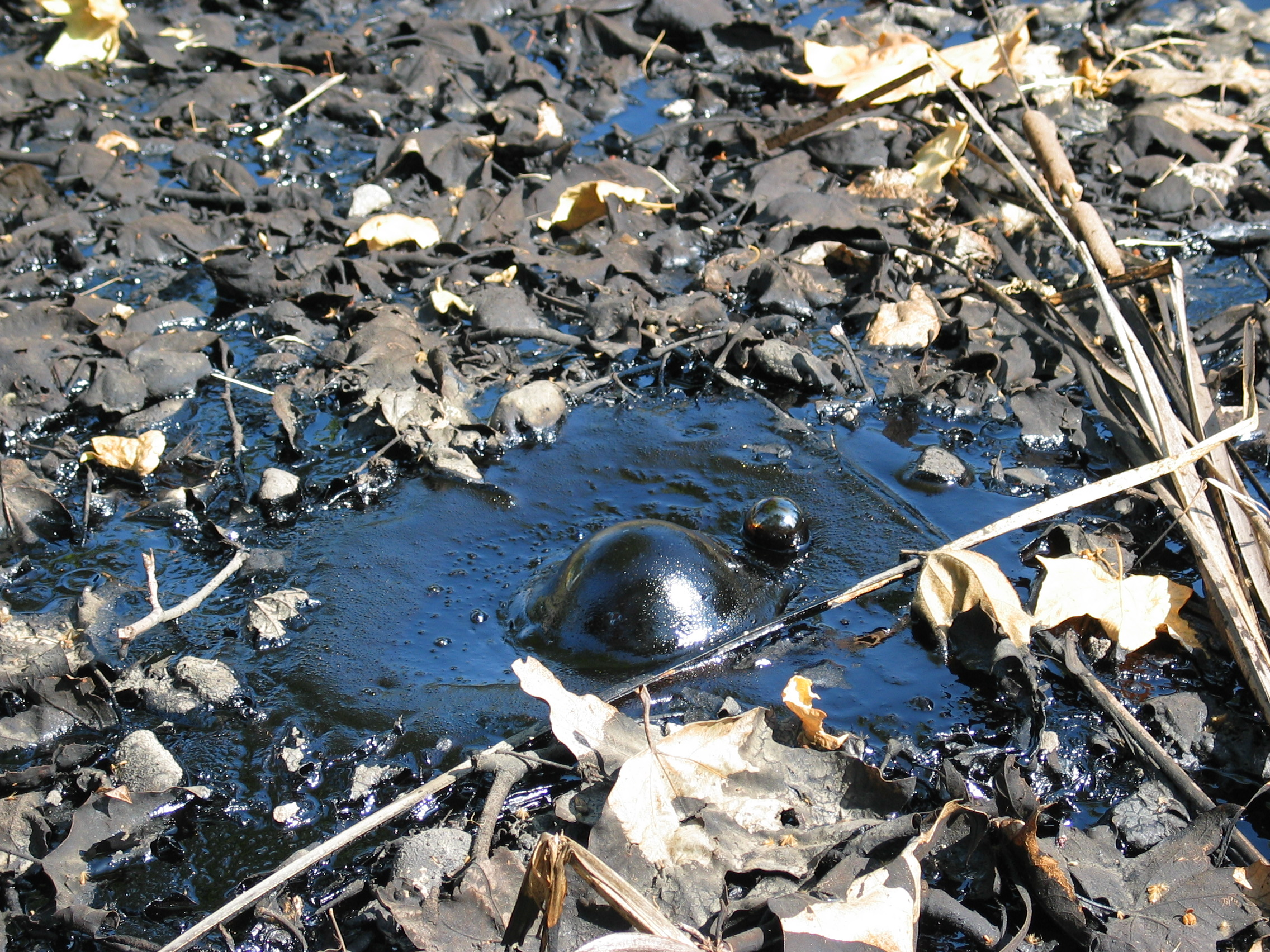
Langsam im Asphalt aufsteigende Gasblasen

Die La Brea Tar Pits (spanisch: la brea „Pech“, englisch tar pits „Asphaltgruben“), auch Rancho La Brea Tar Pits, sind eine Ansammlung von mit natürlichem Asphalt gefüllten Gruben unterschiedlicher Größe im Hancock Park inmitten der US-amerikanischen Großstadt Los Angeles. Sie sind namensgebend für die La Brea Avenue.
Die Asphaltgruben sind bekannt als eine der reichhaltigsten Fossillagerstätten des Pleistozäns. Es handelt sich um eine Konzentratlagerstätte, in der ein vollständiges Ökosystem aus der Zeit vor 40.000 bis 10.000 Jahren überliefert ist. Insbesondere Säugetiere sind dort vertreten – vom beinahe vier Meter hohen „Kaisermammut“ (Mammuthus imperator; heute zum Präriemammut gezählt) bis zur Kalifornischen Taschenmaus – aber auch Vögel, Knochenfische, Amphibien, Reptilien, Weichtiere, Gliederfüßer sowie viele Pflanzen, Pollen und Samen. Insgesamt wurden bisher vier Millionen Fossilexemplare aus den Asphaltgruben geborgen, die von rund 600 verschiedenen Arten stammen.
Der natürliche Asphalt, auch Erdpech oder Bergteer genannt, stammt aus großen unterirdischen Vorkommen im Los-Angeles-Becken. Er wurde von den ersten europäischen Siedlern in diesem Gebiet als Brennstoff und zum Abdichten genutzt. Die bei der Asphaltförderung gefundenen Fossilien wurden seinerzeit fälschlicherweise für die Knochen verunglückter Hausrinder gehalten.

## Paläofauna

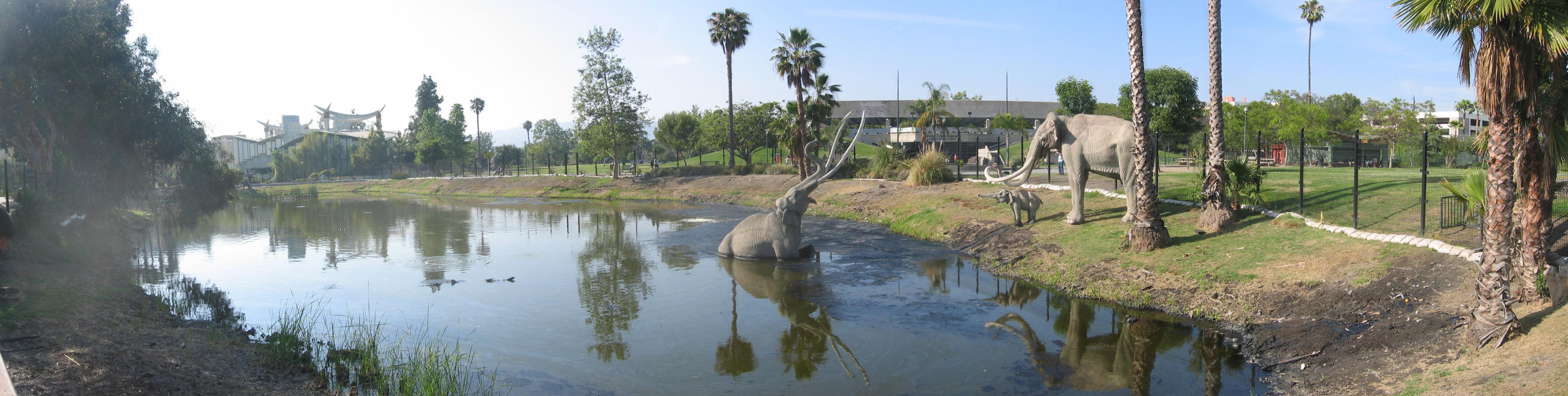
Panoramaaufnahme mit einer Rekonstruktion von Mammuthus imperator am Rande der gefluteten größten Grube des Geländes und dem George C. Page Museum halbrechts im Hintergrund

Rund 300 verschiedene Tierarten sind in dem Fossilmaterial, das aus den Gruben geborgen wurde, identifiziert worden. Rund 100 davon sind Wirbeltiere, von denen nur drei Arten keine Landwirbeltiere sind. Unter den Landwirbeltieren stellen wiederum die Säugetiere mit rund 60 Arten die Mehrheit. Ungefähr 90 % der Säugetierreste stammen von Raubtieren. Häufigste Art ist der ausgestorbene Wolf Aenocyon dirus. Die zweithäufigste, aber wohl bekannteste Art ist die Säbelzahnkatze Smilodon fatalis, das Staatsfossil des US-Bundesstaates Kalifornien. Von ihr wurden „buchstäblich hunderttausende“ Einzelknochen und Zähne aufgesammelt. Geschätzt verendeten ca. 1.100 Individuen dieser Säbelzahnkatzen in den Asphaltgruben (Stand 2008). Mindestens 5.000 Knochen weisen Anzeichen von Erkrankungen und Verletzungen auf, bis hin zu gebrochenen Wirbeln und Gliedmaßen. Viele dieser Knochen zeigen aber auch Merkmale von Heilungsprozessen, wenngleich die Tiere danach in ihrer Bewegungsfähigkeit eingeschränkt blieben und daher nur bedingt jagen konnten. Dies wird als Hinweis darauf gedeutet, dass Smilodon – ähnlich wie Löwen heute – in sozialen Verbänden lebten. Vergleiche der relativen Individuenzahlen großer Carnivoren in der La-Brea-Fauna mit den Ergebnissen von Experimenten in der afrikanischen Savanne, bei denen rezente große Carnivoren mit Rufen potenzieller Beutetiere angelockt wurden, um ihre Individuenzahl zu schätzen, bestätigen diese Deutung. Neben dem löwengroßen Smilodon sind auch Knochen weiterer großer Katzen – Amerikanischer Löwe, Puma, Rotluchs und Jaguar – im Asphalt überliefert. Ein besonders großes Raubtier der La-Brea-Fauna ist der Riesen-Kurzschnauzenbär.
Große Fleischfresser, sogenannte Apex-Prädatoren, stellen in natürlichen Ökosystemen in der Fläche für gewöhnlich die kleinste Anzahl an Individuen. Der daher völlig unverhältnismäßig hohe Anteil großer Raubsäuger an der La-Brea-Fauna wird damit erklärt, dass die Asphaltgruben als natürliche Prädatorenfalle wirkten. Geruch oder Rufe im Asphalt gefangener Tiere lockten die Räuber an, die dann selbst stecken blieben. Häufig dürfte das ausgestorbene Bison Bison antiquus ein unfreiwilliger Lockvogel gewesen sein. Es stellt mit Überresten von geschätzt mindestens 300 Individuen, davon zahlreiche Jungtiere, den häufigsten großen Pflanzenfresser. Weitere pflanzenfressende Großsäuger in der La-Brea-Fauna sind Mammuts, der urtümlichere Rüsseltiervertreter Mammut pacificus und das bis zu 2,8 Meter lange, bodenbewohnende Riesenfaultier Paramylodon harlani. Eine der häufigsten Vogelarten der Lagerstätte ist die Gelbschnabelelster (Pica nuttalli).

## Menschliche Überreste
Fossilien von Menschen sind mit Ausnahme des Schädels und weiterer Teile des Skeletts einer jungen Frau („La Brea Woman“), die 1914 in Grube 10 („Pit 10“) entdeckt wurden, nicht bekannt. Der Fund wurde später zweimal unabhängig voneinander radiometrisch auf ein Alter von rund 10.000 Jahren datiert. Damit gehört er zu den geologisch ältesten bekannten menschlichen Überresten in Nordamerika. Ein einzelnes Skelett eines Haushundes (Canis lupus familiaris) aus der gleichen Grube wurde auf ein geologisch deutlich geringeres Alter von nur ca. 3300 Jahren datiert. Dies widerlegt die populäre Hypothese, dass der Hund zusammen mit der Frau im Asphalt bestattet wurde. Wie die Frau vor 10.000 Jahren in den Asphalt geriet, ob es ein Unfall, ein (ritueller) Mord oder eine Bestattung war, ist ungeklärt.

## Das George C. Page Museum

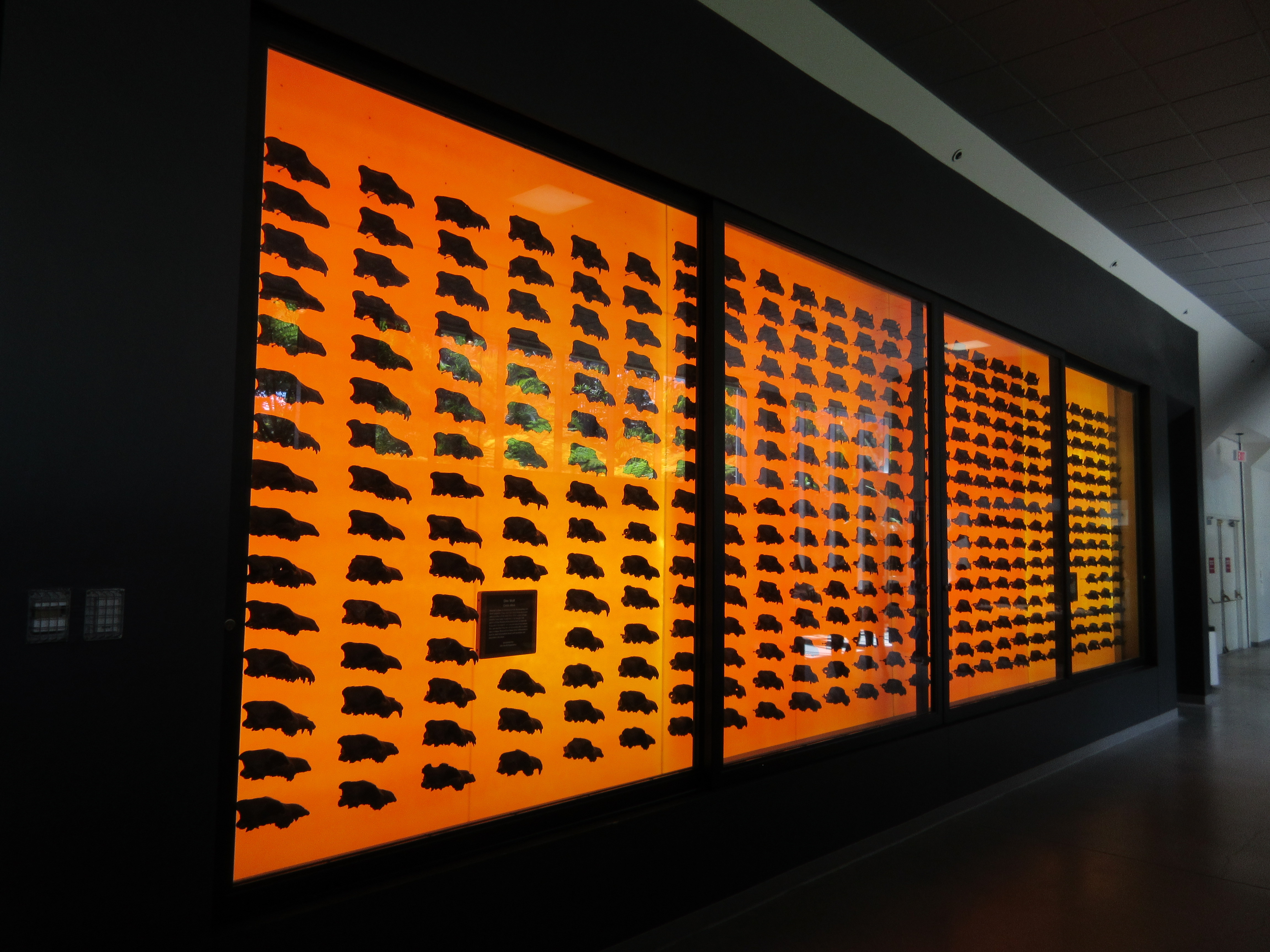
Die umfangreiche Sammlung von Schädeln von Aenocyon dirus. Mit über 1700 Individuen (Stand 2008) ist dieser ausgestorbene wolfsähnliche Wildhund die mit Abstand häufigste Wirbeltierart der Asphaltgruben.

Das 1975 eröffnete George C. Page Museum ist die Außenstelle des Natural History Museums of Los Angeles County (LACM) auf dem Gelände der La Brea Tar Pits. Es ist sehr einfach für Touristen zu erreichen, da es mitten im Stadtgebiet von Los Angeles liegt. Eine besondere Attraktion des Museums ist das sogenannte „Goldfischglas“ („fishbowl“) – das paläontologische Labor des Museums. Hier können Museumsbesucher Wissenschaftler und ehrenamtliche Helfer bei ihrer Arbeit beobachten.
Im Labor werden die Fossilien gereinigt und präpariert. Manche Mitarbeiter widmen sich einem sehr zeitaufwändigen Prozess, dem Sortieren von Mikrofossilien mit der Hilfe eines Vergrößerungsglases. Im Sediment der Ausgrabungen finden sich Mikrofossilien, z. B. Insekten (bzw. Teile von Insekten), Pflanzen, Pflanzensamen, Muscheln, kleine Knochenpartikel (z. B. kleinste Teile von Knochenmark) und andere interessante und faszinierende Mikrofossilien wie Salamanderschuppen, Zähne von Mäusen und vieles mehr.
Das Labor steht unter der Leitung von Shelley Cox. Sie war bereits an den Tar Pits tätig, bevor das Museum mit der großzügigen Spende von George C. Page errichtet wurde. Bevor das Museum errichtet wurde, war lediglich ein Container vor Ort, in dem auf kleinem Raum gearbeitet wurde. Shelley Cox (Labor) und Christopher Shaw (Kollektionsmanager) kamen beide als junge Studenten zu den Tar Pits und arbeiteten ehrenamtlich, bevor sie Mitarbeiter wurden. Ehrenamtliche Mitarbeiter sind für das Museum von essentieller Bedeutung – jedes Jahr wird der Beitrag der Ehrenamtlichen allgemein mit einer großen Feier gewürdigt und herausragende Leistungen werden ausgezeichnet.
Ende 2019 wurden erstmals Pläne für eine Umgestaltung des Geländes öffentlich vorgelegt. Hauptverantwortlich für die Entwürfe ist das New Yorker Architekturbüro Weiss/Manfredi. Ein neuer Museums-Flügel soll errichtet werden, und zwar vollständig innerhalb des künstlichen Hügels, auf und in dem sich das derzeitige Museumsgebäude befindet. Der Hügel muss dafür weiter nach Westen hin aufgeschüttet werden. Dazu passend soll das bisherige Wegesystem durch einen neuen Weg in der Form einer DNA-Helix ersetzt werden. Durch die Umgestaltungen sollen die Tar Pits nach Worten der LACM-Direktorin Lori Bettison-Varga für die nächsten 50 Jahre eine nachhaltige Infrastruktur, erweiterten Zugang für die Bevölkerung und einen optimalen Schutz der Exponate ermöglichen.

## Grube 91

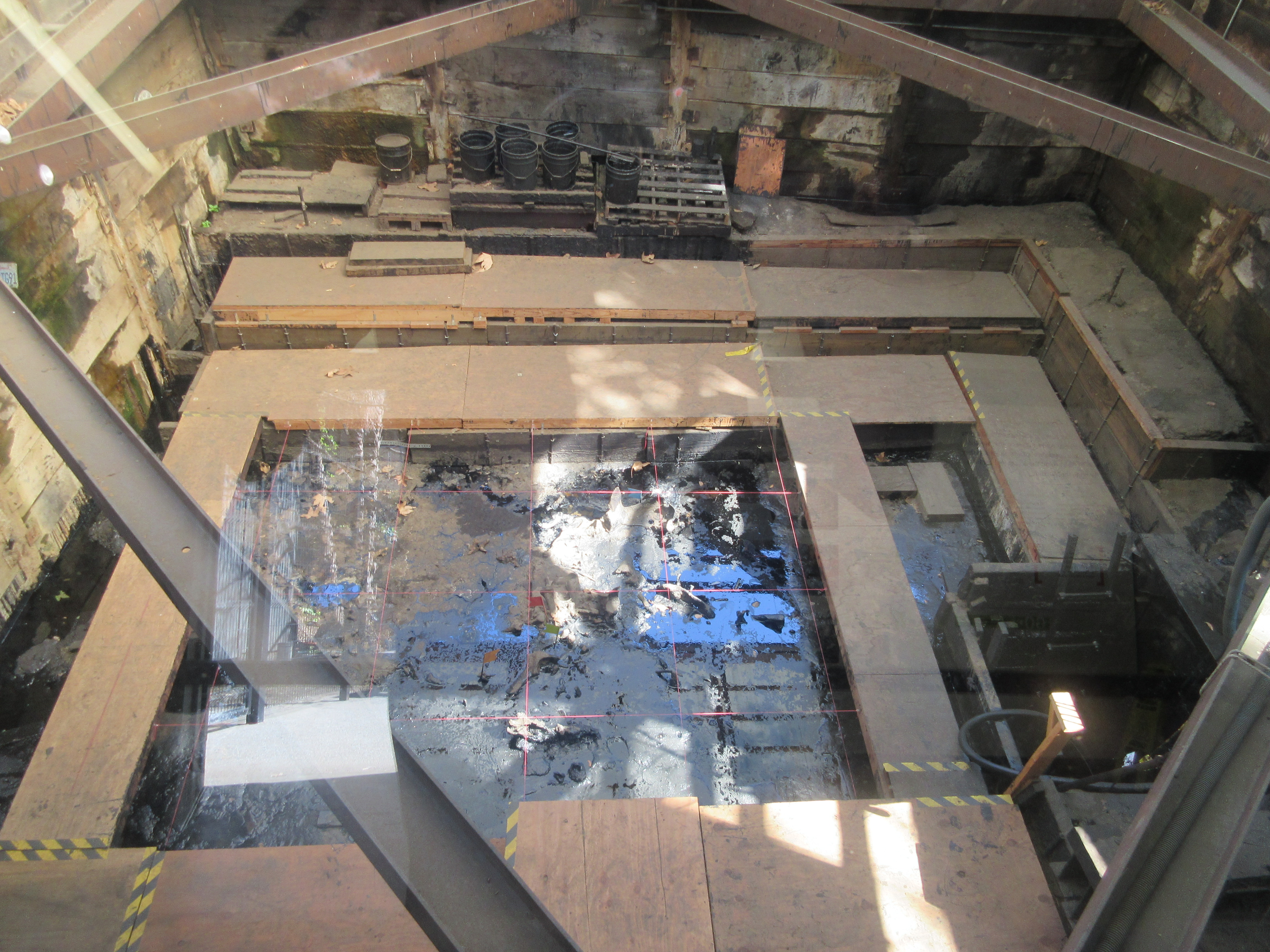
Grube 91 im März 2018

Grube 91 („Pit 91“) ist eine von vielen Asphaltgruben auf dem Gelände des Museums. Grube 91 ist der zurzeit einzige aktive Ausgrabungsort des Museums. Jeden Sommer werden Ausgrabungen für einen Zeitraum von zwei Monaten ausgeführt. Museums- und Parkbesuchern ist es möglich, die Ausgrabungsarbeiten von einer Aussichtsplattform zu verfolgen.